# Troonplein
Het Troonplein (Frans: Place du Trône) is een plein in de Belgische stad Brussel. Het Troonplein ligt in de Vijfhoek van Brussel kortbij het Koninklijk Paleis, het Academiënpaleis, het Warandepark en het Centraal station van Brussel.

## Geschiedenis
Het plein maakte deel uit van de aanleg van de Regentlaan door architect Ch. Vander Straeten, vanaf 1821. Het plein werd door architect Alphonse Balat in 1868-1869 heraangelegd, een monumentale afsluiting en een toegang tot het paleispark of Warandepark.

## Beschrijving
Midden op het plein troont het standbeeld van Leopold II te paard (1926). Dit brons van Thomas Vinçotte werd in 2008 met rode verf beklad, als protest tegen "het bloed van de onschuldige Congolezen, gedood of verminkt op bevel van de bloeddorstige soeverein". Michel de Ghelderode noemde het onder zijn favoriete werk, met dat vreemde slaapkleed.
Aan de noordwestelijke zijde van het Troonplein ligt de achterkant van het koninklijke paleis. Langs de Brederodestraat kan men verder de tuinbalustrade volgen. De zuidwestkant wordt ingenomen door het Hoofdkantoor Electrobel, sinds 2002 eigendom van Axa. Daartegenover bevinden zich de koninklijke stallen, onderdeel van het Academiënpaleis. De vierde zijde wordt gevormd door de brede Regentlaan, deel van de Kleine Ring. Aan de overzijde ervan ligt het Marnixgebouw, het voormalige hoofdkwartier van de Bank Brussel Lambert. Het is ontworpen door de New Yorkse architect Gordon Bunshaft (1958-64), wiens bureau Skidmore, Owings and Merrill ook de uitbreiding van 1992 voor zijn rekening nam.

## Metrohalte Troon
Het metrostation Troon is een station van de Brusselse metro, gelegen onder het Troonplein in de Kleine Ring van Brussel. Het ondergrondse metrostation wordt bediend door de Brusselse lijnen 2 en 6. Het metrostatio opende in 1970 onder de naam Luxemburg/Luxembourg, naar op het Troonplein uitkomende Luxemburgstraat.

## Afbeeldingen

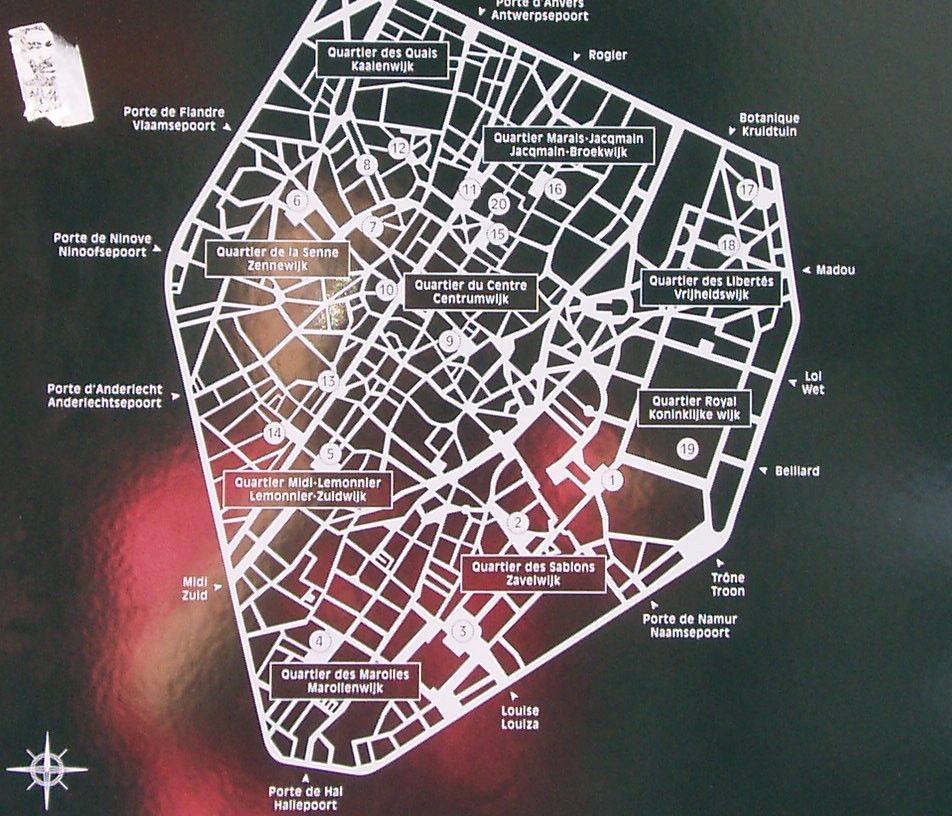
Gelegen in de Brusselse Vijfhoek
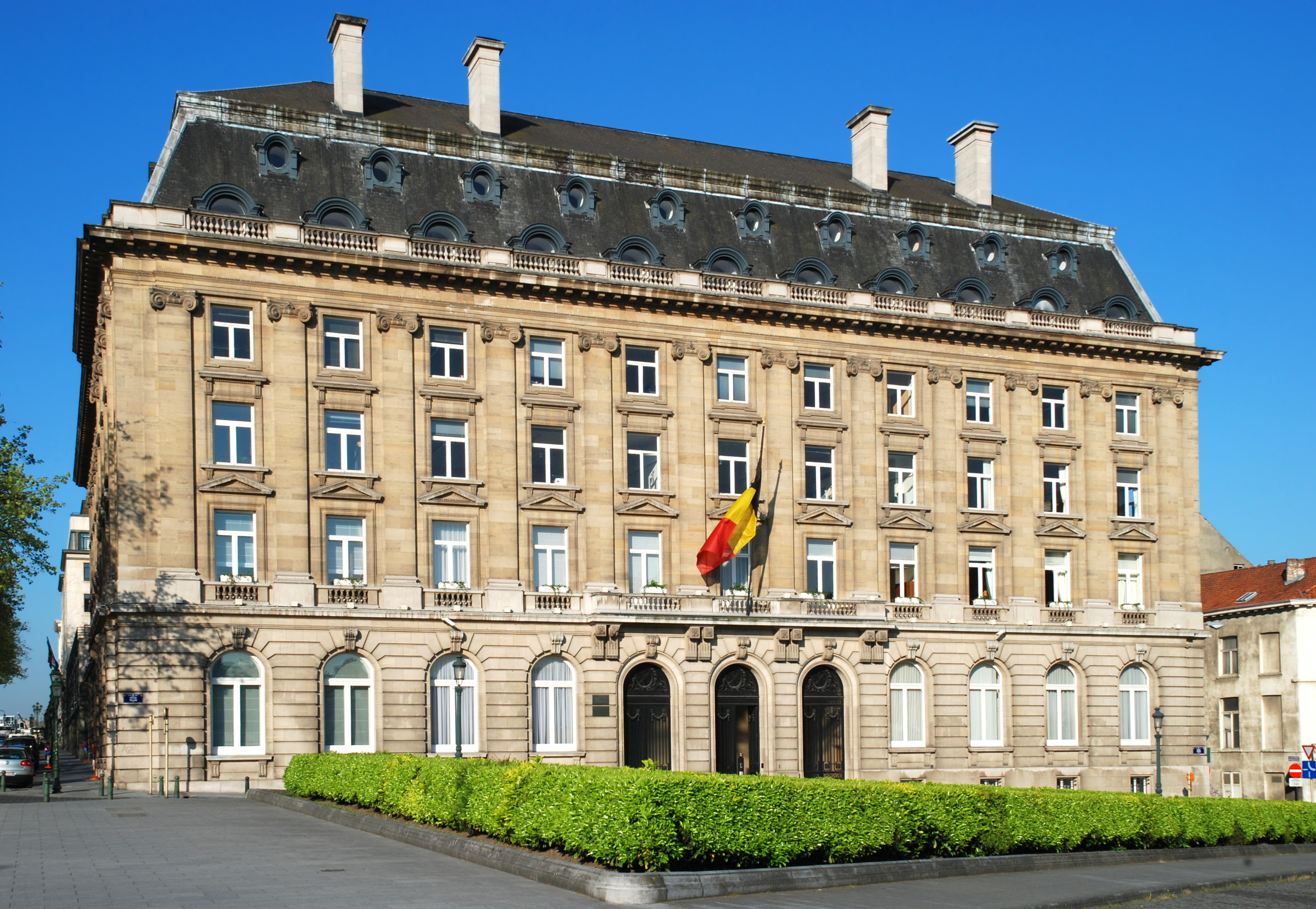
Hoofdkantoor Electrobel
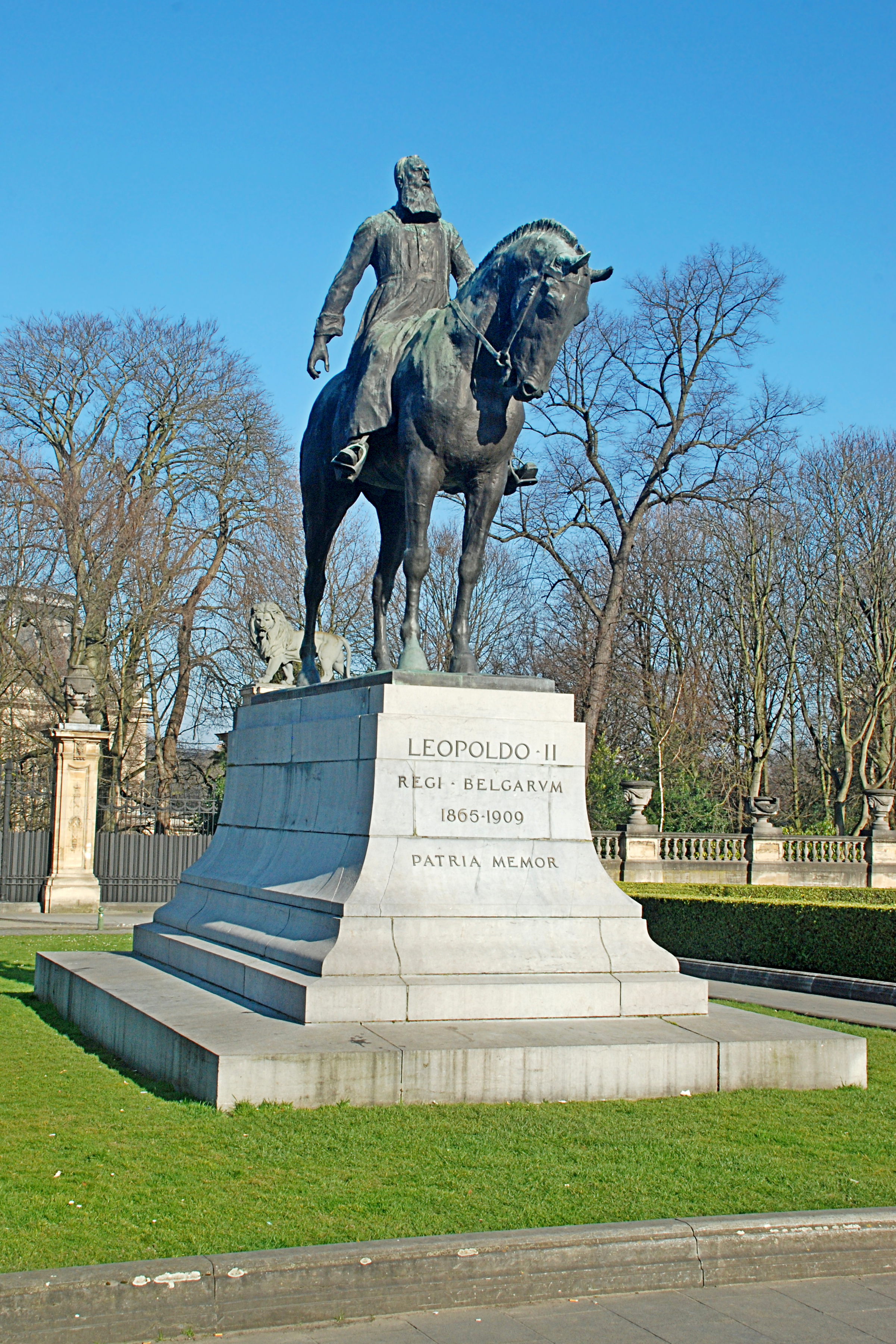
Standbeeld van Leopold II
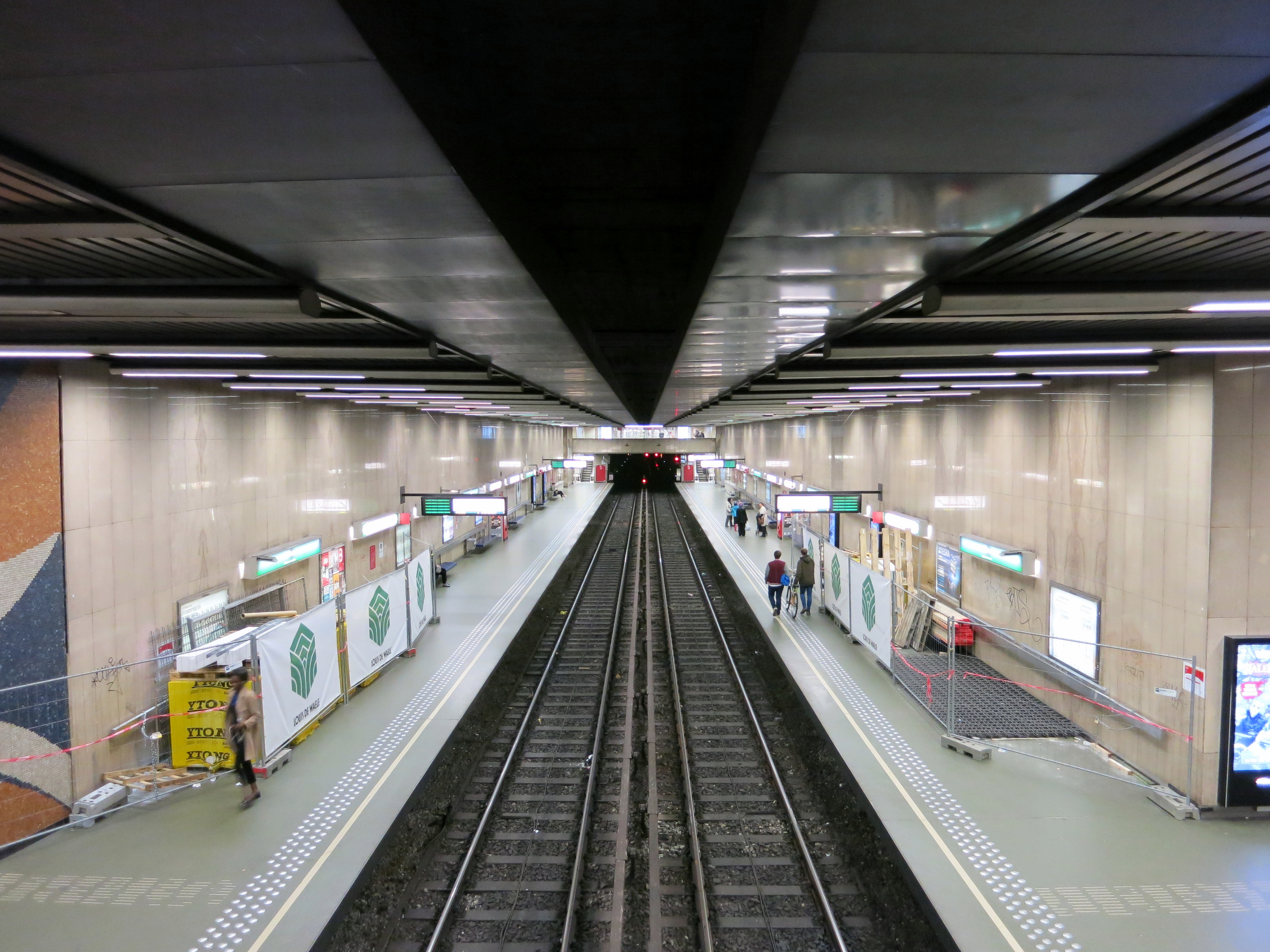
Metrostation Troon

## Voetnoten
1. ↑  Michel de Ghelderode, Mes statues, 1943